# Ruth Bunkenburg
Ruth Bunkenburg, verheiratete Ruth Arend-Bunkenburg, Pseudonym Rudolf Reiner (2. Juni 1922 in Sulingen – 29. April 2015 in Achim), war eine deutsche Schauspielerin, Schriftstellerin und Hörspielsprecherin vor allem in niederdeutscher Sprache.

## Leben
Nach der Mittleren Reife begann Ruth Bunkenburg 1939 ihre Schauspielausbildung bei Hans Tannert, Direktor des Schauspielhauses in Bremen. Ihre Abschlussprüfung legte sie in Berlin ab. Nach dem Arbeitsdienst im Oldenburger Land erhielt sie 1942 ein Engagement am Schauspielhaus in Bremen und danach folgte ein Kriegsdiensteinsatz.
Nach dem Krieg hatte sie Bühnenengagements in Osnabrück, Wilhelmshaven, Krefeld, Mönchengladbach und zwischenzeitlich schon erste Hörspiele bei Radio Bremen. Ab 1952 war sie freie Mitarbeiterin bei Radio Bremen, bereicherte den Heimatfunk und die Niederdeutsche Bühne in Bremen. Sie bewährte sich bei Hörspielen, Feature, öffentlichen Abenden, Lesungen und literarischen Sendungen für den Niederdeutschen Heimatkalender von Radio Bremen.
Aus ihrer Feder stammen etwa 40 hochdeutsche Kurzgeschichten und Anekdoten für die Sendereihe Noten und Notizen. In den Jahren 1957 bis 1987 schrieb sie zusammen mit ihrer Freundin Irene Bremer unter dem Pseudonym Rudolf Reiner 17 niederdeutsche Hörspiele und die beiden Bühnenstücke: De Kriegskamerad 1960 (später auch als Neufassung unter dem Titel De Strohmann) und Wehr di, Joost 1963. Auf der Bühne war sie u. a. mit den Schauspielkollegen Max Böhm, Bernhard Wicki, Hans-Joachim Kulenkampff, Alma Rogge, Klaus Schwarzkopf, Witta Pohl, Uwe Friedrichsen und Wilhelm Wieben präsent.
Ruth Bunkenburg war in zweiter Ehe, aus der zwei Söhne stammen, verheiratet. Sie lebte zuletzt in einem Seniorenheim in Achim bei Bremen.

## Filmografie
- 1961: Stine vom Löh auf großer Fahrt – Regie: Walter A. Kreye (Fernsehfilm)

## Hörspiele

### Als Autorin
- 1960: Piepenkeerl – Regie: Konrad Hansen
- 1961: Besök in de Vergangenheit –  Regie: Otto Lüthje
- 1962: De Reis’ na Stutenbötel. Vergnögd Speel –  Regie: Hans Robert Helms
  - Anmerkung: CD-Edition: Litraton 2001
- 1980: De dütske Ankevader –  Regie: Wolfram Rosemann
- 1987: De italjensche Reis’ –  Regie: Hans-Jürgen Ott
  - Anmerkung: Veröffentlichung unter ihrem eigenen Namen

### Als Autorin und Sprecherin
- 1957: Foffteinhunnert Mark! Von plötzlichem Totogewinn und seinen unabsehbaren Folgen – Regie: Erwin Wirschaz
- 1959: Ward verschaben! Ein lustiges Spiel um freiwillige und unfreiwillige Terminverschiebungen – Regie: Ivo Braak
- 1959: De Kriegskamerad. Een vergnögd Spill – Regie: Bernd Wiegmann
- 1963: Safari in Höltenbusch. Erfahrungen im Umgang mit wilden Tieren – Regie: Hans Robert Helms
- 1965: Modern mutt dat wesen! – Regie: Hans-Jürgen Ott
- 1966: Dat „kostbare“ Stück – Regie: Hans Robert Helms
- 1978: Klassendag – Regie: Hans-Jürgen Ott

### Nur als Sprecherin (Auswahl)
- 1947: Schloss Gripsholm – Regie: Inge Möller
- 1947: Das Care-Paket – Regie: Pawel Matweew
- 1950: Stratenmusik – Bearbeitung und Regie: Eberhard Freudenberg
- 1950: Das Telegramm. Eine Moritat aus Nachkriegstagen – Regie: Günter Siebert
- 1951: Mudder Mews – Bearbeitung und Regie: Eberhard Freudenberg
- 1951: Postamt Rottenhusen – Regie: Walter A. Kreye
- 1952: De anner Weg – Regie: Jochen Rottke
- 1952: Vadder un Döchter – Regie: Walter A. Kreye
- 1952: Nicht jeder Funke zündet – Regie: Günter Siebert
- 1952: Stormnacht – Regie: Walter A. Kreye
- 1953: De Nacht mit Störtebeker. Versuch einer Darstellung des Störtebeker-Fragments von Hermann Boßdorf – Regie: Eberhard Freudenberg
- 1953: De Pott is twei (Niederdeutsche Version von Der zerbrochne Krug von Heinrich von Kleist, in einer Bearbeitung von Albert Mähl) – Regie: Walter Bäumer
- 1953: Der möblierte Herr – Regie: Erich Keddy
- 1953: Mord in Düwelsdörp! – Regie: Walter A. Kreye
- 1954: Teihn Jahr un dree Daag – Bearbeitung und Regie: Eberhard Freudenberg
- 1954: Kruut gegen den Dood – Regie: Walter A. Kreye
- 1954: Theophilus. Mittelalterliches Spiel von menschlichem Hochmut und göttlicher Gerechtigkeit – Regie: Hans Tügel
- 1954/55: Ottjen Alldag (16 Teile) – Regie: Bernd Wiegmann
- 1955: Bahnmeister Dood – Bearbeitung und Regie: Eberhard Freudenberg
- 1955: Jeppe in’t Paradies – Regie: Wolfgang Harprecht
- 1955: Een Auto föhrt öwer den Jupiter – Regie: Wolfgang Harprecht
- 1956: Den Diek sluten! – Regie: Hans Tügel
- 1956: Hein Butendörp sien Bestmann – Regie: Erich Keddy
- 1956: De diamanten Brosch – Regie: Hans Tügel
- 1956: Twee Kisten Rum – Regie: Bernd Wiegmann
- 1957: Jürgen Piepers – Bearbeitung und Regie: Eberhard Freudenberg
- 1957: Eigener Herd ist Goldes Wert. Ein heiter-böses Spiel um Haushalt und Herd im Bauernhaus – Regie: Heinrich Koch
- 1957: ... und Friede auf Erden – Regie: Walter Bäumer
- 1958: Swienskummedi – Regie: Günter Siebert
- 1958: Umgehungsstraße – Regie: Heinrich Koch
- 1958: De Lüüd van’n Heikkilähoff. Ein Spiel aus der bäuerlichen Welt Finnlands – Regie: Rudolf Sang
- 1958: Klothilde. De afsünnerliche Geschicht von een Bimmelbahn-Lokomotiv – Regie: Rudolf Sang
- 1959: De drieste Voß. Eine niederdeutsche Funksatire in Versen – Regie: Rudolf Sang
- 1959: Pepersnööv. Eine geräuschvolle – aber völlig harmlose Episode – Regie: Wolfgang Harprecht
- 1959: Guter Nachbar gesucht – Regie: Hans Rosenhauer
- 1960: Dr. Hermann Griepe – Arzt und Geburtshelfer – Regie: Heinrich Koch
- 1960: De Plättmaschin – Regie: Bernd Wiegmann
- 1960: Das Dorf der sieben guten Nachbarn – Regie: Hans Rosenhauer
- 1961: De Hemmannslacht – Regie: Fritz Börner
- 1961: De swarte Punkt – Regie: Walter Bäumer
- 1961: Kinner sünd Wunner Gotts – Regie: Ivo Braak
- 1962: Die sanfte Kehle – Regie: Bernd Wiegmann
- 1962: Kasper Ohm un ick (8 Teile) – Regie: Bernd Wiegmann
- 1962: Korrupschon – Regie: Walter Bäumer
- 1963: De Wiespahl lüggt – Regie: Hans-Jürgen Ott
- 1963: Diederk schall freen – Regie: Bernd Wiegmann
- 1964: Wi armen Armen – Regie: Hans Robert Helms
- 1964: Eine Tante kommt. Besuch bei Familie Grippenberg – Regie: Günter Siebert
- 1964: Fragen in de Nacht – Übersetzung und Regie: Walter A. Kreye
- 1965: Klocken von Guntsied – Regie: Ivo Braak
- 1965: Suche nach einem Zeugen – Regie: Günter Bommert
- 1965: Reportagen aus dem Jahre 2015 (7. Teil: Freizeit auf Raten) – Regie: Bernd Wiegmann
- 1966: ... alltomal Sünner! – Regie: Ivo Braak
- 1966: Hans in’t Glück – Regie: Dieter Ehlers
- 1966: Freen is Lotteriespill – Regie: Ivo Braak
- 1967: Nach der Heimat möcht’ ich wieder ... aver – Odysseus ment: „Dat ielt nich so!“ – Regie: Hans-Jürgen Ott
- 1967: Hahn in’n Korw – Regie: Erich Keddy
- 1968: Snee – Regie: Walter Bäumer
- 1968: Schipp ahn Haben – Regie: Hans Robert Helms
- 1969: Dat Snuuvdook (4 Folgen) – Regie: Hans-Jürgen Ott
- 1969: Fidele Weltgeschicht: Adam un Eva – oder: Aller Anfang ist schwer – Regie: Hans-Jürgen Ott
- 1970: Vierzig Zigaretten am Tag, das bringt einen ja um! – Regie: Günter Bommert
- 1972: Fußbeschwerden oder Rotkäppchens wahre Geschichte – Regie: Günter Bommert
- 1973: Strandrövers – Regie: Wolf Rahtjen
- 1974: Dat Dings von baben – Regie: Bernd Wiegmann
- 1976: Selbstmörderwetter – Regie: Günter Bommert
- 1977: Dröömverköper – Regie: Michael Leinert
- 1978: Ich und der Oberkellner – Regie: Günter Bommert
- 1979: As de Eskimos den Globus nich mehr dreihen – und de Meckelnborgers Revolutschon maken wullen – Regie: Walter A. Kreye
- 1980: Bishorst. Die Karfreitagsflut 1745 – Regie: Claus Boysen
- 1981: Wer ermordete Leandra Bevensen? – Regie: Rainer Clute
- 1982: Dat Sprüttenhuus – Regie: Ursula Hinrichs
- 1983: De Radtour – Regie: Ursula Hinrichs
- 1986: Maand, Mythos un de fröhe Morgen – Regie: Hans Helge Ott
- 1987: Güstern erst un morgen wedder – Regie: Michael Leinert
- 1987: Kummedi op’t Stoppelfeld – Bearbeitung und Regie: Jochen Schütt
- 1988: Ehr dat to laat is – Regie: Michael Leinert
- 1989: Jan Düvel – Regie: Jochen Schütt
- 1989: Vertell wat vun fröher – Regie: Hans Helge Ott
- 1990: Hostensaft – Regie: Frank Grupe
- 1990: Sisyphos – Regie: Jochen Schütt
- 1991: Snacken, Lustern, Kieken – Regie: Jochen Schütt
- 1993: Achtern Bahndamm – Regie: Edgar Bessen
- 1993: Överleeven – Regie: Edgar Bessen
- 1994: Nevel in’n Kopp – Regie: Edgar Bessen
- 1994: Der Panzer, die Oma und das Riesenschaf – Regie: Christiane Ohaus
- 1995: Hein Höpken will sien Süster Annemie to’n Geburtsdag graleern – Regie: Hans Helge Ott
- 1996: Alleen in sick sülvst – Regie: Jochen Schütt
- 1997: IC 527 – Regie: Edgar Bessen
- 1997: Bambi – Regie: Frank Grupe
- 1998: Ivar steigt aus – Regie: Christiane Ohaus
- 1999: Halvtiet – Regie: Jochen Schütt
- 2000: Swien höden – Bearbeitung und Regie: Hans Helge Ott
- 2001: Maleschen mit den Düwel – Regie: Jochen Schütt
- 2003: SchnappSchuss – De Krimi op Platt (Folge: Sun in the City) – Regie: Hans Helge Ott
  - Anmerkung: CD-Edition: C 2004
- 2004: Elfstedentocht – Regie: Hans Helge Ott